# Плаковски манастир
Плаковският манастир „Свети Илия“ е действащ български православен мъжки манастир, част от Великотърновската епархия. Храмовият празник е на 20 юли (Илинден). Плаковският манастир е обявен за паметник на културата.

## Местоположение
Манастирът е разположен в землището на село Плаково. Удобен асфалтиран път го свързва с намиращия се в близост Къпиновски манастир.

## История
Плаковският манастир е основан по време на Второто българско царство. Първоначално се е намирал на няколко километра от днешната обител, а на сегашното си място манастирът е издигнат през втората половина на 13 век. При завладяването на България от османските нашественици е разрушен. През 1450 г. е възстановен, а през вековете на владичеството неколкократно е опожаряван и разграбван.
През 1835 г. в Плаковския манастир е организирана Велчовата завера. Един от водачите е тогавашния игумен на манастира отец Сергий. След потушаването на въстанието манастирът отново е разрушен.
Възстановяването на Плаковския манастир започва през 1845 г. Старата църква била съборена и на нейното място е построен сегашния манастирски храм. Предполага се, че тя е дело на Кольо Фичето, който по-късно през 1856 г. изгражда и жилищното крило с камбанарията.
През 1923 г. Плаковския манастир е позната дестинация за празнични екскурзии и ваканции в България.
През 1949 г. пожар изпепелява голяма част от жилищните сгради.

## Архитектура
Днешният облик на манастира започва да се очертава след 1845 г. Тогава са построени църквата, манастирските жилищни сгради и кулата – камбанария.
Църква „Свети Илия“ е изградена в атонски тип, който е характерен за периода на Втората българска държава. Представлява продълговата, еднокорабна, просторна сграда с огромен конусообразен купол върху цилиндричен барабан, Има три високи еднакви полуцилиндрични апсиди и откритата нартика от западната страна с масивни цилиндрични колони, капители и дъги. Те създават значително разнообразие и раздвиженост на външното оформяне на черквата. Пластична раздвиженост създава и фризът от малки слепи декоративни арки, които опасват стените под главния корниз.
Над входната врата към църквата неизвестен художник е изрисувал „Възнесение на пророк Илия“. На ктиторския надпис е отбелязано само, че е по поръчка на габровския кожухарски еснаф от 1852 г. Иконостасът е неполихромиран с дълбока резба от виещи се стилизирани растителни елементи. Резбата му е с барокови форми. Автор на някои от иконостасните икони и още няколко малки икони е Захарий Зограф. От вътрешната страна на купола е изобразен Исус Христос.
През 1856 г. Колю Фичето изгражда и красива камбанария с височина около 26 метра притежаваща декоративна зидария и каменна чешма най-долу. Долепени до нея са двуетажни жилищни крила с Г-образна форма, които през 1949 г. при пожар са унищожени, а по-късно възстановени.
- Исус Христос изобразен от вътрешната страна на купола на храма.
- Голяма чст от иконите са дело на Захарий Зограф.
- „Възнесение на пророк Илия“ над входната врата на църквата.
- Възпоменателна плоча на организаторите на Велчовата завера.

## Други
На Плаковския манастир е наречена улица в квартал „Подуяне“ в София (Карта).